# Гуаньо (річка)
Гуаньо (фр. Guagno корс. Guagnu) — річка Корсики (Франція). Довжина 18,6 км, витік знаходиться на висоті 1 880 метрів над рівнем моря на схилах гори Печера Белле Каве (source Belle Cave) (1 950 м). Впадає в річку Лямоне на висоті 365 метрів над рівнем моря.
Протікає через комуни: Гуаньо, Орто, Поджоло, Сочча, Мурцо, Летія і тече територією департаменту Південна Корсика та кантоном Деукс-Сорру (Deux-Sorru)